# Calcio Catania 1996-1997
Questa pagina raccoglie i dati riguardanti il Calcio Catania nelle competizioni ufficiali della stagione 1996-1997.

## Stagione
Nella stagione 1996-1997 il Catania disputa il girone C della Serie C2, raccoglie 54 punti con il quarto posto della graduatoria, sale in Serie C1 la Battipagliese, il Catania perde la semifinale playoff con la Turris, che si prende la seconda promozione. A Catania inizia mestamente il dopo Angelo Massimino con la moglie Grazia Codiglione nel ruolo di presidente, viene restituita la panchina ad Angelo Busetta. In Coppa Italia ci si arrende due volte all'Atletico e si rimedia l'eliminazione. Le prime due uscite in campionato sono un pareggio a Chieti, ed una rocambolesca vittoria (4-3) con il Catanzaro, poi arrivano due sconfitte e tre pareggi, traballa la panchina rossoazzurra, che salta dopo la sconfitta di Frosinone (3-1). Il nuovo nocchiero è il quarantenne Gianni Mei, qualche anno prima roccioso difensore in Serie A, il nuovo corso inizia con sette pari e quattro vittorie, che vale l'aggancio alla zona playoff, zona nobile che si mantiene sino al termine del torneo. Poi la sfida nei playoff con la Turris, (0-0) al Cibali in ristrutturazione, davanti a ventimila spettatori, il ritorno si gioca nel più capiente Partenio di Avellino, rispetto all'angusto "Liguori" di Torre del Greco, sono 4.000 i catanesi che salgono in Irpinia, ma la partita decisiva vince la Turris con merito (1-0). Miglior realizzatore di stagione della squadra etnea è stato Tiziano D'Isidoro, autore di 15 reti, 2 in Coppa Italia e 13 in campionato.

## Piazzamenti nelle competizioni
- Campionato italiano di Serie C2 Girone C: 4°
- Coppa Italia Serie C: eliminato al Primo turno

## Rosa
| N. |                   | Ruolo | Calciatore           |
| -- | ----------------- | ----- | -------------------- |
|    | Italia (bandiera) | P     | Giovanni Giorgianni  |
|    | Italia (bandiera) | P     | Patrizio Fimiani     |
|    | Italia (bandiera) | D     | Alessandro Cicchetti |
|    | Italia (bandiera) | D     | Gennaro Grillo       |
|    | Italia (bandiera) | D     | Antonino Di Dio      |
|    | Italia (bandiera) | D     | Tommaso Napoli       |
|    | Italia (bandiera) | D     | Roberto Ricca        |
|    | Italia (bandiera) | D     | José Sparti          |
|    | Italia (bandiera) | D     | Fabio Ercoli         |
|    | Italia (bandiera) | D     | Marcello Pizzimenti  |
|    | Italia (bandiera) | D     | Antonio Sarcinella   |
|    | Italia (bandiera) | C     | Gaetano Calà Campana |
|    | Italia (bandiera) | C     | Umberto Brutto       |
|    | Italia (bandiera) | C     | Maurizio Anastasi    |

| N. |                        | Ruolo | Calciatore                 |
| -- | ---------------------- | ----- | -------------------------- |
|    | Italia (bandiera)      | C     | Massimo D'Aviri            |
|    | Italia (bandiera)      | C     | Orazio Russo               |
|    | Paesi Bassi (bandiera) | C     | Maickel Ferrier            |
|    | Italia (bandiera)      | C     | Davide Faieta              |
|    | Italia (bandiera)      | C     | Giuseppe Marino            |
|    | Italia (bandiera)      | C     | Pasquale Marino            |
|    | Italia (bandiera)      | C     | Maurizio Pellegrino        |
|    | Italia (bandiera)      | A     | Rosario Bonanno            |
|    | Italia (bandiera)      | A     | Mirco Corrente             |
|    | Italia (bandiera)      | A     | Lorenzo Intrieri           |
|    | Italia (bandiera)      | A     | Tiziano D'Isidoro          |
|    | Italia (bandiera)      | A     | Nino Naccari               |
|    | Italia (bandiera)      | A     | Antonino Franco Pannitteri |

## Risultati

### Campionato

#### Girone di andata
| Chieti 1º settembre 1996 1ª giornata | Chieti                       | 0 – 0 | Catania | Stadio Guido Angelini\| Arbitro: \| Zaltron (Bassano del Grappa) \| |
| Arbitro:                             | Zaltron (Bassano del Grappa) |       |         |                                                                     |

| Arbitro: | Apricena (Firenze) |

|                                                    |           |                               |
| D'Aviri 6’ D'Isidoro 27’ Pannitteri 64’ Grillo 88’ | Marcatori | 4’ Polidori 39’, 54’ Vanzetto |

| Arbitro: | Saccani (Mantova) |

|                                                            |           |                      |
| Cherubini 6’ Bertuccelli 16’ Pizzo 45’ (rig.) Paradiso 71’ | Marcatori | 74’ (rig.) D'Isidoro |

| Arbitro: | Biasutto (Vicenza) |

|           |           |                           |
| Faieta 4’ | Marcatori | 75’ Di Baia 84’ Cardinale |

| Arbitro: | Alban (Bassano del Grappa) |

|                   |           |              |
| Basile 44’ (rig.) | Marcatori | 6’ D'Isidoro |

| Arbitro: | Cicoianni (Ascoli Piceno) |

|               |           |              |
| D'Isidoro 46’ | Marcatori | 43’ Cacciola |

| Arbitro: | Urbano (Carbonia) |

|               |           |                |
| D'Isidoro 80’ | Marcatori | 64’ Antonaccio |

| Arbitro: | Dondarini (Finale Emilia) |

|  |           |            |
|  | Marcatori | 58’ Brutto |

| Arbitro: | Manganelli (Milano) |

|              |           |  |
| Intrieri 57’ | Marcatori |  |

| Arbitro: | Bianchi (Prato) |

|              |           |           |
| R. Conte 56’ | Marcatori | 10’ Ricca |

| Arbitro: | Silvestrini (Macerata) |

|                          |           |                      |
| Campilongo 42’, 54’, 74’ | Marcatori | 77’ (rig.) D'Isidoro |

| Catania 1º dicembre 1996 12ª giornata | Catania              | 0 – 0 | Castrovillari | Stadio Cibali\| Arbitro: \| S. Ayroldi (Salerno) \| |
| Arbitro:                              | S. Ayroldi (Salerno) |       |               |                                                     |

| Arbitro: | Raccichini (Voghera) |

|              |           |              |
| Sparacio 31’ | Marcatori | 8’ D'Isidoro |

| Arbitro: | Cossero (Udine) |

|             |           |           |
| Intrieri 2’ | Marcatori | 31’ Chiti |

| Arbitro: | Pozzi (Como) |

|  |           |                |
|  | Marcatori | 75’ Pannitteri |

| Arbitro: | Gabriele (Frosinone) |

|                |           |           |
| Pannitteri 38’ | Marcatori | 78’ Aruta |

| Arbitro: | Mandolito (Cosenza) |

|  |           |               |
|  | Marcatori | 4’ Pannitteri |

#### Girone di ritorno
| Arbitro: | F. Rossi (Forlì) |

|                                       |           |                        |
| O. Russo 22’, 70’ Pannitteri 57’, 63’ | Marcatori | 13’ Tarini 36’ Gennari |

| Arbitro: | Fausti (Milano) |

|                      |           |            |
| M. De Min 11’ (rig.) | Marcatori | 18’ Brutto |

| Catania 2 febbraio 1997 20ª giornata | Catania             | 0 – 0 | Teramo | Stadio Cibali\| Arbitro: \| Pascariello (Lecce) \| |
| Arbitro:                             | Pascariello (Lecce) |       |        |                                                    |

| Arbitro: | Linfatici (Viareggio) |

|                              |           |                              |
| D'Antò 4’ Di Baia 25’ (rig.) | Marcatori | 37’ Cicchetti 39’ Pannitteri |

| Arbitro: | Gazzi (Torino) |

|                                                   |           |               |
| O. Russo 20’ D'Aviri 43’ Ricca 45’ Pannitteri 77’ | Marcatori | 90’ G. Basile |

| Arbitro: | Campofiorito (Chiavari) |

|                                                              |           |                       |
| N. Basile 19’ Lo Polito 45’ Incarbona 55’ Zian 56’ Genco 80’ | Marcatori | 30’ (rig.) Pannitteri |

| Arbitro: | Sciamanna (Ascoli Piceno) |

|                   |           |  |
| Barrucci 17’, 67’ | Marcatori |  |

| Arbitro: | Papini (Perugia) |

|               |           |  |
| D'Isidoro 23’ | Marcatori |  |

| Arbitro: | Apricena (Firenze) |

|              |           |               |
| Liverani 16’ | Marcatori | 64’ D'Isidoro |

| Arbitro: | Mandolito (Cosenza) |

|               |           |  |
| D'Isidoro 45’ | Marcatori |  |

| Arbitro: | Manganelli (Milano) |

|            |           |  |
| Brutto 83’ | Marcatori |  |

| Arbitro: | Baglioni (Prato) |

|              |           |              |
| Andreoli 18’ | Marcatori | 5’ P. Marino |

| Arbitro: | F. Rossi (Forlì) |

|               |           |  |
| Pannitteri 2’ | Marcatori |  |

| Arbitro: | Linfatici (Viareggio) |

|                           |           |  |
| Chiti 18’ Leto 62’ (rig.) | Marcatori |  |

| Arbitro: | Griselli (Livorno) |

|                        |           |                           |
| D'Isidoro 7’, 19’, 55’ | Marcatori | 84’, 90’ (rig.) R. Napoli |

| Benevento 11 maggio 1997 33ª giornata | Sporting Benevento | 0 – 0 | Catania | Stadio Santa Colomba\| Arbitro: \| Urbano (Carbonia) \| |
| Arbitro:                              | Urbano (Carbonia)  |       |         |                                                         |

| Arbitro: | Gtrgoroni (Napoli) |

|                |           |  |
| Pannitteri 28’ | Marcatori |  |

### Playoff
| Catania 31 maggio 1997 Semifinale - Andata | Catania           | 0 – 0 | Turris | Stadio Cibali\| Arbitro: \| Guiducci (Arezzo) \| |
| Arbitro:                                   | Guiducci (Arezzo) |       |        |                                                  |

| Arbitro: | Cardella (Torre del Greco) |

|                |           |  |
| Antonaccio 70’ | Marcatori |  |

|         | Risultati |         | Semifinali - Luogo e data |  |
| ------- | --------- | ------- | ------------------------- |  |
| Catania | 0 - 0     | Turris  | Catania, 31 maggio 1997   |  |
| Turris  | 1 - 0     | Catania | Avellino, 8 giugno 1997   |  |

### Coppa Italia Serie C
| Arbitro: | Calabrese (Avezzano) |

|                                    |           |               |
| Grillo 25’ (aut.) Lerda 78’ (rig.) | Marcatori | 52’ D'Isidoro |

| Arbitro: | Cardella (Torre del Greco) |

|                      |           |                                                 |
| D'Isidoro 26’ (rig.) | Marcatori | 11’ Infantino 85’ (rig.) S. Protti 90’ Cavataio |

| Turno               | Data           | Luogo   | Partita                    | Risultato |
| ------------------- | -------------- | ------- | -------------------------- | --------- |
| Primo turno andata  | 25 agosto 1996 | Catania | Atletico Catania - Catania | 2 - 1     |
| Primo turno ritorno | 28 agosto 1996 | Catania | Catania - Atletico Catania | 1 - 3     |

## Statistiche campionato
|  |    | Classifica Girone C | Pt | G  | V  | N  | P | GF | GS |
|  | -- | ------------------- | -- | -- | -- | -- | - | -- | -- |
|  | 4. | Catania             | 54 | 34 | 13 | 15 | 6 | 40 | 38 |